# فرودگاه هومر
فرودگاه هومر (به انگلیسی: Homer Airport) یک فرودگاه همگانی بهره‌برداری هوایی با کد یاتا HOM است که یک باند فرود آسفالت دارد و طول باند آن ۲۰۴۲ متر است. این فرودگاه در شهر میلر لندینگ، آلاسکا کشور ایالات متحده آمریکا قرار دارد و در ارتفاع ۲۶ متری از سطح دریا واقع شده‌است.